# Adaílson Pereira Coelho
Adaílson Pereira Coelho (nacido el 28 de marzo de 1986) es un futbolista brasileño que se desempeña como delantero.
Jugó para clubes como el Corinthians, VfL Wolfsburgo, Beerschot, Vasco da Gama, Avaí, Paraná, Tours, FC Gifu y Tokyo Verdy.

## Trayectoria

### Clubes
| Club           | País                   | Año         |
| -------------- | ---------------------- | ----------- |
| Corinthians    | Brasil                 | 2003 - 2005 |
| Náutico        | Brasil                 | 2004        |
| VfL Wolfsburgo | Alemania               | 2005 - 2006 |
| Beerschot      | Bélgica                | 2006 - 2007 |
| Vasco da Gama  | Brasil                 | 2007 - 2008 |
| Avaí           | Brasil                 | 2008 - 2010 |
| Paraná         | Brasil                 | 2009        |
| Marília        | Brasil                 | 2009        |
| Brasiliense    | Brasil                 | 2009        |
| Tours          | Francia                | 2010        |
| Dibba Al-Hisn  | Emiratos Árabes Unidos | 2010 - 2011 |
| Sampaio Corrêa | Brasil                 | 2011        |
| Moto Club      | Brasil                 | 2011        |
| Oeste          | Brasil                 | 2012        |
| FC Gifu        | Japón                  | 2012        |
| Icasa          | Brasil                 | 2013        |
| Roma           | Brasil                 | 2013        |
| Operário       | Brasil                 | 2014        |
| Tokyo Verdy    | Japón                  | 2014        |